# Естерхази
Кућа Естерхазијевих или породица Естерхази (мађ. Esterházy család), је мађарска племићка породица пореклом из средњег века.  Од 17. века, Естерхазијеви су били највећи велепоседнички магнати Мађарске Краљевине, у време док је она била део Хабзбуршке монархије, а касније и Аустроугарске. Током историје Хабзбуршког царства, породица Естерхази је била доследно лојална хабзбуршким владарима. Естерхазијеви су добили титулу Граф (гроф) 1626. године, а лоза Форхтенштајн је добила титулу Фиршт (принц) од цара Светог римског царства 1712. године.

## Породичне гране
Први истакнути члан породице био је Ференц Зерхази (1563–1594), који је уздигнут на титулу барона од Галанте (поседое које је његова породица држала од 1421) и узео је име Естерхази. Породична историја од овог времена описана је према три линије порекла, од којих свака потиче од једног од Ференцових синова: Миклош Естерхази је основао „огранак Фракно”, Даниел Естерхази „огранак Чеснек”, а Пал Естерхази (1587–1645) „огранак Зојон”. Различите гране породице добијале су различите титуле и права. Тако је огранак Тата огранка Фракно имао ранг кнеза, огранак Чеклес, огранци Чеснек и Зојом имали су ранг грофова. Међу главним огранцима, огранак Чеснек је такође подељен на два огранка, и то на старију грану и ердељску грану.

## Историја
Естерхази су настали међу нижим племством северног дела Краљевине Мађарске (данашња југозападна Словачка), из првобитног огранка клана Саламон (de genere Salamon) под именом Зерхази (de Zerhásház / de Zyrház / de Zyrhas). Њихов први познати предак био је Мокуд (Mocud) из клана Саламон, који је био војни службеник и земљопоседник у региону Чалокож у Западној Мађарској (данас Велико житно острво у југозападној Словачкој), и Присталдус, носилац правосудне функције на суду краља Бела III
Име Естерхази први је употребио Бенедикт Естерхази (рођен као Benedek Zerhas de Zerhashaz) (1508–1553), који је 1539. преузео богатство своје жене Илоне Бесењеи де Галанте. Њихов син Ференц Естерхази (1533–1604) наследио је грб и титулу од своје мајке, а пуно презиме породице постало је „Естерхази од Галанта”. Галанта је градић источно од Братиславе (мађарски:Pozsony, немачки:Pressburg). сада главног града Словачке.
Породица је постала истакнута под грофом Миклошем Естерхазијем (1583–1645) и његовим сином, принцом Палом Естерхазијем (1635–1713). У 17. веку, након Миклошевог богаћења, породица се поделила на четири главне породичне лозе:
- старија Фортхенштајн (мађарски: Fraknó) грана: основана од стране Миклоша Естерхазија, седиште: Ајзенштат (Kismarton)
- Кадетски огранак „куће Фракно”:
  - млађа „Фортхенштајнска грана”
  - Зољон грана: основана од стране Пала Естерхазија (1587–1645)
  - Чеснег грана: основана од стране Данијела  Естерхазија (1585–1654)

Године 1626. Естерхазијеви су добили титулу грофа, а 1712. године старија лоза Форхтенштајна је добила титулу (владајућег) принца од стране цара Светог римског царства. Имали су суверену државу када су добили бившу опатију Еделштетен као царску кнежевину 1804. године.
Успех породице произашао је из сталног гомилања земље и лојалности и Римокатоличкој цркви и хабзбуршком цару, при чему је последњи фактор био најважнији. Конзистентна тема мађарске историје била је ватрена и понекад насилна жеља да се ослободи аустријске власти, жеља која се коначно испунила на крају Првог светског рата. Принчеви Естерхази били су доследно лојални Хабзбуршкој монархији и у неколико наврата су јој пружили виталне услуге у временима кризе. То укључује турску опсаду Беча 1683. и директну окупацију Беча од стране Наполеона 1809. године.
Породица је своју имовину стекла на три главна начина: прерасподелом земље одузете протестантима у Контрареформацији, прерасподелом земље освојене од Турака и успешним браковима. Већина ових земаља налазила се у данашњој Аустрији, Словачкој и Мађарској. Породица је на крају постала највећи земљопоседници у Хабзбуршком царству, а њихов приход је понекад премашивао приходе цара.

## Резиденције
Породица је добила име по некадашњем насељу Естерхаза, Краљевина Мађарска. Насеље више не постоји, и не треба га мешати са каснијим истоименим замком који су насељавали од средњег века. Од 1421. су породични власници имања у Галанти.
Најважније седиште Естерхазијевих био је Кишмартон (данас Ајзенштат, Аустрија), пошто су главе породице одлучиле да замак у овом малом селу учине својим примарним пребивалиштем. Ту је у 14. веку подигнуто утврђено упориште, након што је постало власништво Естерхазијевиих, обновили су га 1663–1672 у данашњи кнежевски „шлос Естерхази”. Њихов практични разлог због којег су одлучили да створе и одржавају кнежевски двор у Ајзенштату можда је био тај што су га, док је регион био у Мађарској, углавном насељавали Немци, а налазио се прилично близу царске резиденције Хабзбурговаца, Беча. (Област је остала у саставу Мађарске до 1921, када је предата Аустрији према Уговору из Сен Жермена, 1919, и Тријанонском уговору из 1920.)
Естерхазијеви су задржали низ других резиденција широм Краљевине Мађарске, укључујући Трансилванију (данас део Румуније), а они принчеви Естерхазијеви који су више волели стилски живот престонице проводили су већину свог времена у Бечу. Током 1770-их, принц Миклош Јожеф Естерхази, који није волео Беч, дао је саградити величанствену нову палату у Фертеду у Мађарској. Саграђена је на месту некадашњег ловачког дома. Данас је ово најомиљенија кућа Естерхазија, која се често назива „мађарски Версај”.

## Естерхазијево племство
- Извор: Иван Нађ: Мађарске породице, том 4, породица Естерхази. (Галантаји, војвода и гроф). а) Војводска или старија грана.

Гроф Миклош Естерхази (1583–1645) ∞ Кристина Њари
- Принц Пал I Естерхази , гроф од Галанта (1635–1713) ∞ (1.) Оршоља Естерхази (2.) Ева Текели
  - (1.) Михаљ Естерхази (коморник), Михаљ I, гроф од Галанта (1671–1721) ∞ Ана Маргарита од Тизон Бландрата
  - (2.)Јожеф Антал Естерхази, Јожеф I, гроф од Галанта (1688–1721) ∞ Марија Октавија фон Гилајс
    - Пал Антал Естерхази (1711–1762), Пал II, гроф од Галанта (1711–1762) ∞ Марија Ана Луиза Лунати Висконти
      - Миклош Јожеф Естерхази, Миклош I, гроф од Галанта (1714–1790) ∞ Марија Елизабета фон Вајсенвоф
        - Пал Антал Естерхази (1738–1794), Антал I, гроф од Галанта (1738–1794) ∞ Марија Терезија Моњорокереки и Монослоји Ердеди
          - Миклош Естерхази (1765–1833), Миклош II Фердинад, гроф од Галанта (1765–1833) ∞ Марија Јозефина фон и од Лихтенштајна
            - Пал Антал Естерхази, Пал III, гроф од Галанта (1786–1866) ∞ Марија Терезија фон Турн и Таксис
              - Миклош III Пал Карољ Естерхази, гроф од Галанта (1817–1894) ∞ Сара Фредерика Чајлд Вилијерс
                - Пал V Антал Миклош Естерхази, гроф од Галанта (1843–1898) ∞ Марија фон и од Траутмансдорф Вајнсберг
                  - Миклош IV Пал антал Марија Естерхази, гроф од Галанта (1869–1920) ∞ Маргита Цираки
                    - Пал Марија Лајош Антал Естерхази, Пал V  (1901–1989) ∞ Мелинда Отрубај

|     |              |                                                     | гроф од Галанта     | гроф од Галанта     |                                                                                                 | Супруга                                 |
| --- | ------------ | --------------------------------------------------- | ------------------- | ------------------- | ----------------------------------------------------------------------------------------------- | --------------------------------------- |
| 1.  | keretnélküli | Естерхази Пал I. (1635-1713)                        | 1687                | 26. март 1713.      | Мошон ишпан Мађарска намесник                                                                   | 1. Оршоља Естерхази 2. Ева Текели       |
| 2.  | keretnélküli | Михаљ Естерхази (коморник) Михаљ I (1671-1721)      | 26. март 1713.      | 24. март 1721.      | Шопрон главни ишпан Краљевски дворјанин Царски и краљевски коморник Царски и краљевски саветник | Ана Маргарита од Тизон Бландрата        |
| 3.  | keretnélküli | Јожеф Антал Естерхази Јожеф I (1688-1721)           | 24. март 1721.      | 6. јун 1721.        | Шопрон главни ишпан Шомођ (жупанија) главни ишпан                                               | Марија Октавија фон Гилајс              |
| 4.  | keretnélküli | Пал Антал Естерхази (1711–1762) Пал II (1711-1762)  | 6. јун 1721.        | 18. март 1762.      | Шопрон главни ишпан                                                                             | Марија Ана Луиза Лунати-Висконти        |
| 5.  | keretnélküli | Миклош Јожеф Естерхази Миклош I (1714-1790)         | 18. март 1762.      | 28. септембар 1790. | Шопрон главни ишпан                                                                             | Марија Елизабета фон Вајсенвоф          |
| 6.  | keretnélküli | Пал Антал Естерхази (1738–1794) Антал I (1738-1794) | 28. септембар 1790. | 22. јануар 1794.    | Шопрон главни ишпан                                                                             | Марија Терезија Ердеди                  |
| 7.  | keretnélküli | Миклош Естерхази (1765–1833) Миклош II (1765-1833)  | 22. јануар 1794.    | 25. новембар 1833.  | Шопрон главни ишпан Капетан Мађарске краљевске гарде                                            | Марија Јозефина фон и од Лихтенштајна   |
| 8.  | keretnélküli | Пал Антал Естрхази Пал III (1786-1866)              | 25. новембар 1833.  | 21. мај 1866.       | Краљев министар Шопрон главни ишпан Унутрашњи тајни саветник Царски и краљевски коморник        | Марија Терезија фон Турн и Таксис       |
| 9.  | keretnélküli | Миклош III Естерхази Миклош III (1817-1894)         | 21. мај 1866.       | 28. јануар 1894.    | Шопрон главни ишпан                                                                             | Сара Фредерика Чајлд-Вилијерс           |
| 10. |              | [[Пал IV Естерхази Пал IV (1843-1898)               | 28. јануар 1894.    | 22. август 1898.    | Шопрон главни ишпан                                                                             | Марија фон и од Траутмансдорф-Вајнсберг |
| 11. | keretnélküli | Миклош IV Естерхази Миклош IV (1869-1920)           | 22. август 1898.    | 6. април 1920.      | Шопрон жупанија (бивша) главни ишпан                                                            | Маргита Цираки и Денешфалвски           |
| 12. |              | Пал Марија Лајош Антал Естерхази Пал V (1901-1989)  | 6. април 1920.      | 25. мај 1989.       |                                                                                                 | Мелинда Отрубај                         |
| 13. |              | Антал II Естерхази Антал II (1936)                  | 25. мај 1989        | данас               |                                                                                                 |                                         |

## Поседи Естерхазија (бивши и садашњи)
- Замак Форхтенштајн, Аустрија (припада породици: 1622–данас)
- Замак Папа, Мађарска (1626–1945)
- Шлос Естерхази, Аустрија (1649–данас)
- Палата Естерхази, Мађарска (1681–1945)
- Палата Естерхази, Беч, Аустрија (1685–данас)
- Замак Тата, Мађарска (1727–1945)
- Замак Чаквар, Мађарска (1778–1945)
- Бивши манастир у Еделштатену, Нојбург ан дер Камел, Баварска (1804–данас)
- Шлос Нордкиршен, Вестфалија (власништво породице у 19. веку)
- Чеклес, данас у Словачкој
- Кепчењ, Данас у Аустрији (Kittese)
- Палата Естерхази, Братислава, Словачка